# Со (Верхняя Сона)
Со (фр. Saulx) — коммуна во Франции, находится в регионе Франш-Конте. Департамент — Верхняя Сона. Административный центр кантона Со. Округ коммуны — Люр.
Код INSEE коммуны — 70478.

## География
Коммуна расположена приблизительно в 320 км к юго-востоку от Парижа, в 55 км севернее Безансона, в 13 км к северо-востоку от Везуля.
На западе коммуны протекает река Дюржон.

## Население
Население коммуны на 2010 год составляло 866 человек.
| 1962 | 1968 | 1975 | 1982 | 1990 | 1999 | 2010 |
| ---- | ---- | ---- | ---- | ---- | ---- | ---- |
| 482  | 514  | 576  | 630  | 686  | 672  | 866  |

## Экономика

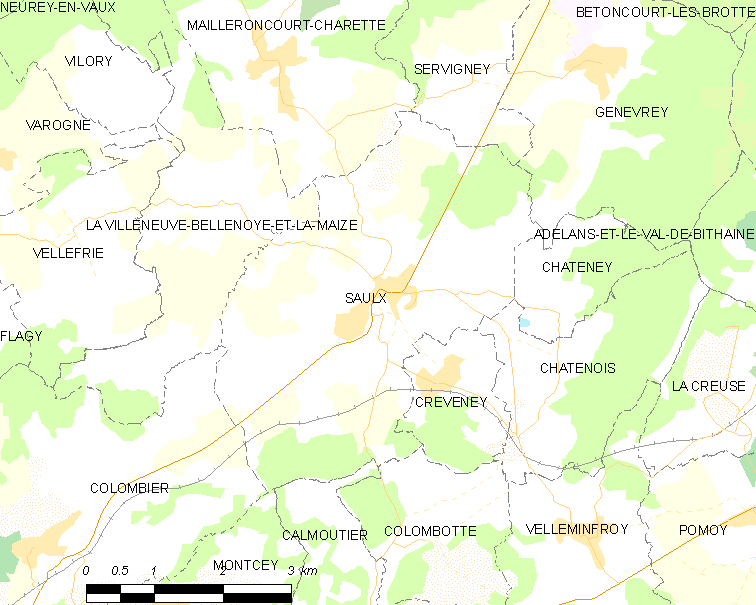
Карта коммуны

В 2010 году среди 485 человек трудоспособного возраста (15—64 лет) 372 были экономически активными, 113 — неактивными (показатель активности — 76,7 %, в 1999 году было 70,2 %). Из 372 активных жителей работали 344 человека (179 мужчин и 165 женщин), безработных было 28 (11 мужчин и 17 женщин). Среди 113 неактивных 27 человек были учениками или студентами, 33 — пенсионерами, 53 были неактивными по другим причинам.

## Достопримечательности
- Замок Со (XVIII век). Исторический памятник с 1991 года[3]